# Hironobu Sakaguchi
Hironobu Sakaguchi (坂口 博信, 25 de noviembre de 1962) es un diseñador y desarrollador de videojuegos. Es el creador de la saga de videojuegos Final Fantasy desde el primer juego de la serie en 1987. En 1991 fue nombrado vicepresidente ejecutivo de Square. En 2004 creó el estudio Mistwalker y abandonó Square.

## Carrera
Sakaguchi cofundó Square con Masafumi Miyamoto en 1983[cita requerida]. Sus primeros juegos fueron muy poco exitosos. Decidió entonces hacer un último juego con el resto del dinero que tenían, su Última Ilusión, y lo llamó Final Fantasy. El juego se convirtió en un hit instantáneo, y sé sorprendió a él mismo, quitándole sus intenciones de retiro.
Sakaguchi ha tenido una larga carrera en los videojuegos y ha vendido más de 80 000 000 de copias originales de videojuegos en todo el mundo. Quiso unir la capacidad de contar una historia de una película con los elementos interactivos de un juego y tomó el rol de director en la película Final Fantasy: The Spirits Within. La película tuvo pérdidas de $124 500 000 dólares y debió cerrar Square-Pictures. Sakaguchi fue retirado de su puesto como vicepresidente de Square. Luego la compañía se fusionó con su rival Enix, formando Square Enix. Sakaguchi luego se retiró de Square porque, según él, no se sentía cómodo en la compañía y fundó Mistwalker con ayuda financiera de Microsoft Games Studios.
En el 2000, Sakaguchi se convirtió en la tercera persona en la historia incluida en la sala de la fama de la Academia de Artes y Ciencias Interactivas.
La compañía de Sakaguchi, Mistwalker, estaría actualmente trabajando con Microsoft Game Studios para producir dos juegos RPG para la Xbox 360. Sus más recientes trabajos desde la salida de Sakaguchi de Square-Enix son Blue Dragon y Lost Oddyssey. En Blue Dragon cuenta con la colaboración de Akira Toriyama (creador del manga Dragon Ball) para el diseño de los personajes. Estos títulos son parte de la estrategia de Microsoft para poder introducir la Xbox 360 en tierras niponas de manera más contundente.

## Juegos
- Fantasian (2021)[3]
- Terra Battle 2 (2017)
- Terra Battle (2014)
- Terra Wars (2014)
- Party Wave (2012)
- The Last Story (2012)
- Cry On (Cancelado)[4]
- Away: Shuffle Dungeon (2008)
- Lost Odyssey (2007 diciembre)
- ASH: Archaic Sealed Heat (2007 octubre)
- Blue Dragon (2007 agosto)
- Final Fantasy Tactics Advance (2003)
- Final Fantasy Origins (2002)
- Driving Emotion Type-S (2001)
- Final Fantasy Chronicles (2001)
- Final Fantasy X (2001)
- The Bouncer (2000)
- Final Fantasy IX (2000)
- Parasite Eve II (2000)
- Chocobo Racing (1999)
- Final Fantasy Anthology (1999)
- Final Fantasy VIII (1999)
- Front Mission 3 (1999)
- Saga Frontier 2 (1999)
- Brave Fencer Musashi (1998)
- Bushido Blade 2 (1998)
- Chocobo's Mysterious Dungeon 2 (1998)
- Ehrgeiz (1998)
- Parasite Eve (1998)
- Xenogears (1998)
- Bushido Blade (1997)
- Einhänder (1997)
- Final Fantasy Tactics (1997)
- Final Fantasy VII (1997)
- Bahamut Lagoon (1996)
- Super Mario RPG: Legend of the Seven Stars (1996)
- Tobal No. 1 (1996)
- Chrono Trigger (1995)
- Seiken Densetsu 3 (1995)
- Final Fantasy VI (1994)
- Final Fantasy V (1992)
- Final Fantasy IV (1991)
- Final Fantasy III (1990)
- Final Fantasy II (1988)
- Final Fantasy (1987)
- Rad Racer (1987)

## Películas
- Final Fantasy: The Spirits Whithin.